# XIV Corpo d'armata (Regio Esercito)
Il XIV Corpo d'armata fu una grande unità del Regio Esercito italiano attiva durante la seconda guerra mondiale.

## Storia

### Prima guerra mondiale
Venne costituito a Napoli nel 1915 e sciolto il 5 settembre 1919.

### Seconda guerra mondiale
Venne ricostituito a Treviso il 1° gennaio 1939, con alle proprie dipendenze la 32ª Divisione fanteria "Marche" e la 38ª Divisione fanteria "Puglie". Nel febbraio 1941 venne spostato in Albania e schierato fra Durazzo e Tirana. In previsione dell'Invasione della Jugoslavia, al corpo venne affidata il 27 marzo la giurisdizione del confine albanese-jugoslavo e le sue divisioni vennero schierate su una linea difensiva, con il compito di sbarrare le direttrici verso Scutari e verso Tirana. Iniziate le ostilità attaccò sul settore Piscopea, Dibra e Struga, dopo rapidi scontri raggiunse il 19 le località di Gostivar, Kicevo e Pec. Successivamente venne creata la linea di contatto fra il corpo e le unità della 12. Armee e terminate le operazioni di guerra gli venne affidato il presidio del settore tra Scutari e Dibrano. A luglio, in seguito al deteriorarsi della situazione in Montenegro per la presenza di guerriglieri, venne schierato in questa regione, nelle zone di Antivari, Cettigne, Cattaro, Pogdorica, Vispazar e sul lago di Scutari, inquadrando altre divisioni. Dal 1° dicembre assume il nome di Comando Truppe Montenegro (XIV).
Durante tutto il 1942 venne impiegato nel controllo del territorio montenegrino, nella difesa costiera della Jugoslavia meridionale ed in operazioni di antiguerriglia. Nel 1943 cedette la 151ª Divisione fanteria "Perugia", alla 3a Armata. Venne sciolto il 28 settembre in conseguenza dall'armistizio di Cassibile e dopo molti reparti del corpo, affrontarono le truppe tedesche che chiedevano la cessione delle armi.

## Ordine di battaglia
1940
- 32ª Divisione fanteria "Marche"
- 38ª Divisione fanteria "Puglie"

1941
- 32ª Divisione fanteria "Marche"
- 38ª Divisione fanteria "Puglie"
- 41ª Divisione fanteria "Firenze"
- 4ª Divisione alpina "Cuneense"
- 18ª Divisione fanteria "Messina"
- 19ª Divisione fanteria "Venezia"
- 48ª Divisione fanteria "Taro"
- 5ª Divisione alpina "Pusteria"
- 22ª Divisione fanteria "Cacciatori delle Alpi"
- 1° e 2° gruppo Alpino Valle

1943
- 19ª Divisione fanteria "Venezia"
- 23ª Divisione fanteria "Ferrara"
- 155ª Divisione fanteria "Emilia"
- 151ª Divisione fanteria "Perugia"

## Comandanti
1939-1941
- Generale di corpo d'armata Giovanni Vecchi
- Generale di corpo d'armata Luigi Mentasti

1941-1943
- Generale di corpo d'armata Luigi Mentasti
- Generale di corpo d'armata Ercole Roncaglia
- Generale di divisione Antonio Franceschini (ad interim)